# Рудин, Владимир Константинович
Владимир Константинович Рудин (24 сентября 1926 — 17 июля 1993) — советский актёр. Лауреат Государственной премии Эстонской ССР (1950).

## Биография
Родился 24 сентября 1926 года в Харькове в семье военнослужащего.
Участник Великой Отечественной войны, отмечен Орденом Отечественной войны I степени (1985).
В 1948 году закончил актёрский факультет Харьковского театрального института, в 1971 году режиссерский факультет Киевского института театрального искусства имени И. К. Карпенко-Карого.
Работал в Московском театре имени Моссовета (1948), Русском драматическом театре Эстонии (1948—1953), Московском Центральном театре Советской Армии (1953—1957), театре-студии киноактёра Киевской киностудии имени А. П. Довженко (1958—1962).
Лауреат Государственной премии Эстонской ССР (1950, за театральные работы).
Умер 17 июля 1993 года в Харькове.

## Фильмография
- 1957 — Ласточка — матрос Надейкин
- 1958 — Киевлянка — Иван Матвеевич Очеретько
- 1958 — Повесть наших дней — Кардаш
- 1958 — Ч. П. — Чрезвычайное происшествие — Иван Фролов
- 1959 — Любой ценой — раненый военнопленный
- 1959 — Солдатка — однополчанин
- 1961 — Лесная песня — Лесовик
- 1962 — Армагеддон — Василий Радович
- 1966 — Два года над пропастью — Срамотко
- 1970 — Семья Коцюбинских — ротмистр
- 1984 — Прелюдия судьбы — сотрудник института
- 1986 — Золотая цепь — Леон де Густ, гость Эвереста Ганувера